# Euphorbia crebrifolia
Euphorbia crebrifolia är en törelväxtart som beskrevs av Susan Carter. Euphorbia crebrifolia ingår i släktet törlar, och familjen törelväxter. Inga underarter finns listade i Catalogue of Life.